# Flora der Schweiz
Flora der Schweiz (abreviado Fl. Schweiz) es un libro con ilustraciones y descripciones botánicas que fue escrito por el médico, biólogo y botánico holandés Johannes Jacob Hegetschweiler y publicado en partes.

## Publicación
- pp. 1-144. May 1838;
- pp. 145-456. Dec 1838-Jan 1839;
- pp. 457-684. Feb-Jul 1839;
- pp. 685-1008. Sep 1840